# ドカンと一発60分!
『ドカンと一発60分!』（ドカンといっぱつろくじゅっぷん）は、1975年10月6日から1976年3月29日までNET（現：テレビ朝日）系列の月曜20時00分 - 20時54分（JST）に放送されたバラエティ番組である。
企画・制作は渡辺プロダクション。

## 概要
『スター・オン・ステージ あなたならOK!』『ビッグスペシャル』『ビッグワイド60分』に続く、渡辺プロ制作バラエティの第4弾。今回は様々なコーナーを設けた、純粋なバラエティとなっている。
司会は『ビッグワイド』の土居まさるが単独で担当、そしてレギュラーはそれまでのザ・ドリフターズに代わり、桂三枝（現・6代目桂文枝）・伊東四朗・小松政夫・キャロライン洋子が加入している。
開始当初は『ビッグワイド』と同じ公会堂での公開番組だったが、1976年1月の放送から、「どこまでホントなの？」と銘打ってスタジオ収録に変更したが、結局半年で終了。
後年のテレビ朝日の回顧特番でもあまり紹介されず、日本テレビの『木曜スペシャル』での番組（オールスター新旧120人おもしろ大合戦）で、「低俗番組のいろいろ」の一つとして「トラ地獄」が取り上げられたぐらいだった。

## 出演者
司会
- 土居まさる

レギュラー
- 桂三枝（現・6代目桂文枝）
- 伊東四朗
- 小松政夫
- キャロライン洋子

## スタッフ
- 作・構成：塚田茂、田村隆、松岡孝
- 演出：皇達也
- プロデューサー：松下治夫
- 企画・制作：渡辺プロダクション

## 主なコーナー

### 新婚夫婦
- 三枝とキャロラインが扮する、団地住まいの新婚夫婦のコント。
- 後期になっても行われていたが、途中で伊東と小松率いる町内会が現れて、「町内演芸大会」と銘打ち、一般の子供がものまね歌合戦を行っていた。その中で三枝が「電線音頭」を披露していた。

### バカ・ブス親子
- 伊東扮する父親と、小松扮する子供のコント。
- 後期になると「ツンツク親子」と改名し、小松が毎回「♪ツンツクツクツクツン…」（箏曲春の海の冒頭）と歌いながら登場した。

### 三枝のお作法教室
- 後期のコーナー。表面上はお作法コントだが、実はコメディアンをトラ地獄にかけるドッキリ。
- 三枝が先生、女性ゲスト3名と男性コメディアンが生徒にそれぞれ扮し、お作法のコントをする。そして三枝がコメディアンに「○○を取ってきて下さい」などと言ってセット裏に出し、その間に三枝と女性ゲストはセットから出て、代わりにトラを1頭入れ、鉄格子を付けて檻にする。何も知らないコメディアンが戻って来ると、そこにはトラが居て驚くという仕掛け。

## 楽曲
- 「桂三枝の電線音頭」（歌：桂三枝）
  - 作詞：田村隆／作曲：不詳／編曲：東海林修
  - ※1976年7月発売、ユニオンレコード、規格品番：UC-11

## 終了後
・当番組の終了後、渡辺プロ制作路線は変えないものの、番組はドラマへと変更し、『金のなる樹は誰のもの』→『バケタン家族』を放送した。その後に『みごろ!たべごろ!笑いごろ!』を開始し、「桂三枝の電線音頭」は当番組の出演者だった伊東と小松によって、この歌詞と曲調を子供向けにアレンジ(以前のは歌詞の大半が下ネタに近い内容だった)した「デンセンマンの電線音頭」として大ブレイクする事となる。